# Köpings museum
Köpings stads museer och utställningshall är ett kulturhistoriskt museum vars äldsta del, Köpings museum, grundades 1887.
Museets huvudavdelning är inrymt i ett gammalt kronobränneri från 1760-talet. På Köpings museum kan man uppleva och lära sig mer om Köpings historia, med nedslag i så skilda saker som vikingatida ryttargravar, Jacob Siölins berömda alrotsbord från 1700-talet, Köpings historia från 1850-1970 samt mycket mer.
Inne i Köpings museum finns även ett apoteksmuseum, Scheeles Minne tillkommet för att hedra minnet av kemisten och apotekaren Carl Wilhelm Scheele som var verksam i Köping från 1775 fram till sin död 1786. Scheele är kanske främst känd för upptäckten av syret.
Inredningen och utrustningen i apoteksmuseet är från sekelskiftet 1900.
På museigården finns ett brandmuseum. Med avstamp i den stora stadsbranden 1889 får man en god inblick i Köpings brandförsvars utveckling, från forna dagar till idag. Bland sevärdheterna finns en unik elspruta från 1901, stegbilen från 1932 och en Willys Jeep från 1956.

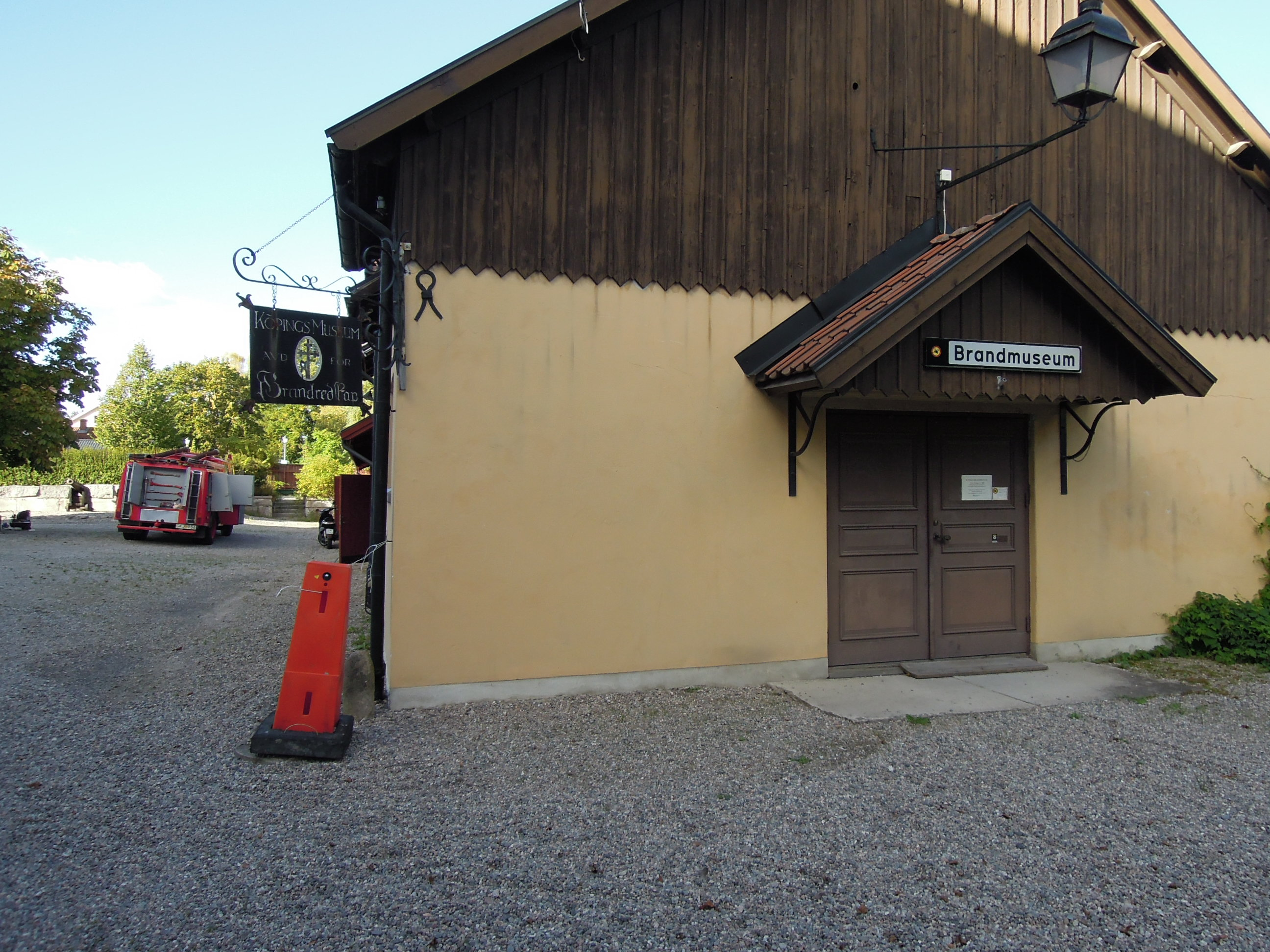
Brandmuseet i Köping

Köpings museum har även flera tillfälliga utställningar varje år.